# Lista de vulcões de Monserrate
Esta é uma lista de vulcões ativo e extinto em Monserrate.
| Nome            | Elevação | Elevação | Localização          | Última erupção |
| Nome            | metros   | pés      | Coordenadas          | Última erupção |
| Soufrière Hills | 915      | 3001     | 16° 43′ N, 62° 11′ O | 2013           |
| Centre Hills    |          |          |                      |                |
| Silver Hills    |          |          |                      |                |